# Ping sweep
Il ping sweep in informatica è una tecnica molto usata dagli hacker (ma non solo) per determinare la mappa di una rete. Ciò avviene tramite una sequenza di comandi ping su di un determinato range di indirizzi IP o blocchi di rete, in maniera tale da verificare quali sistemi siano attivi.
Esistono differenti strumenti che permettono questa operazione, disponibili sia per sistemi UNIX, che Windows.
Una delle varianti tra un software piuttosto che un altro, sta nel modo in cui effettua la scansione.
Infatti, alcuni strumenti attendono la risposta da un sistema prima di continuare, altri invece mandano richieste parallele, diminuendo i tempi di scansione.